# Toshiaki Miyamoto
Toshiaki Miyamoto (japanisch 宮本 駿晃 Miyamoto Toshiaki; * 4. Juni 1999 in der Präfektur Chiba) ist ein japanischer Fußballspieler.

## Karriere
Miyamoto erlernte das Fußballspielen in der Jugendmannschaft von Kashiwa Reysol. Seinen ersten Vertrag unterschrieb er 2017 bei Kashiwa Reysol. Der Verein spielte in der höchsten Liga des Landes, der J1 League. Am Ende der Saison 2018 stieg der Verein in die J2 League ab. Für den Verein absolvierte er vier Ligaspiele. 2020 wurde er an den Zweitligisten Montedio Yamagata ausgeliehen.
Im Sommer 2021 schloss er sich dem West-Regionalligisten SV Straelen an. Im Sommer 2023 verließ er den Verein und schloss sich im Oktober 2023 den Nord-Regionalligisten Bremer SV an. Im Sommer 2025 verließ er den Bremer SV.